# Drepanophiletis castaneata
Drepanophiletis castaneata är en fjärilsart som beskrevs av George Francis Hampson 1926. Drepanophiletis castaneata ingår i släktet Drepanophiletis och familjen nattflyn. Inga underarter finns listade i Catalogue of Life.